# Discours du « poulet à la Kiev »

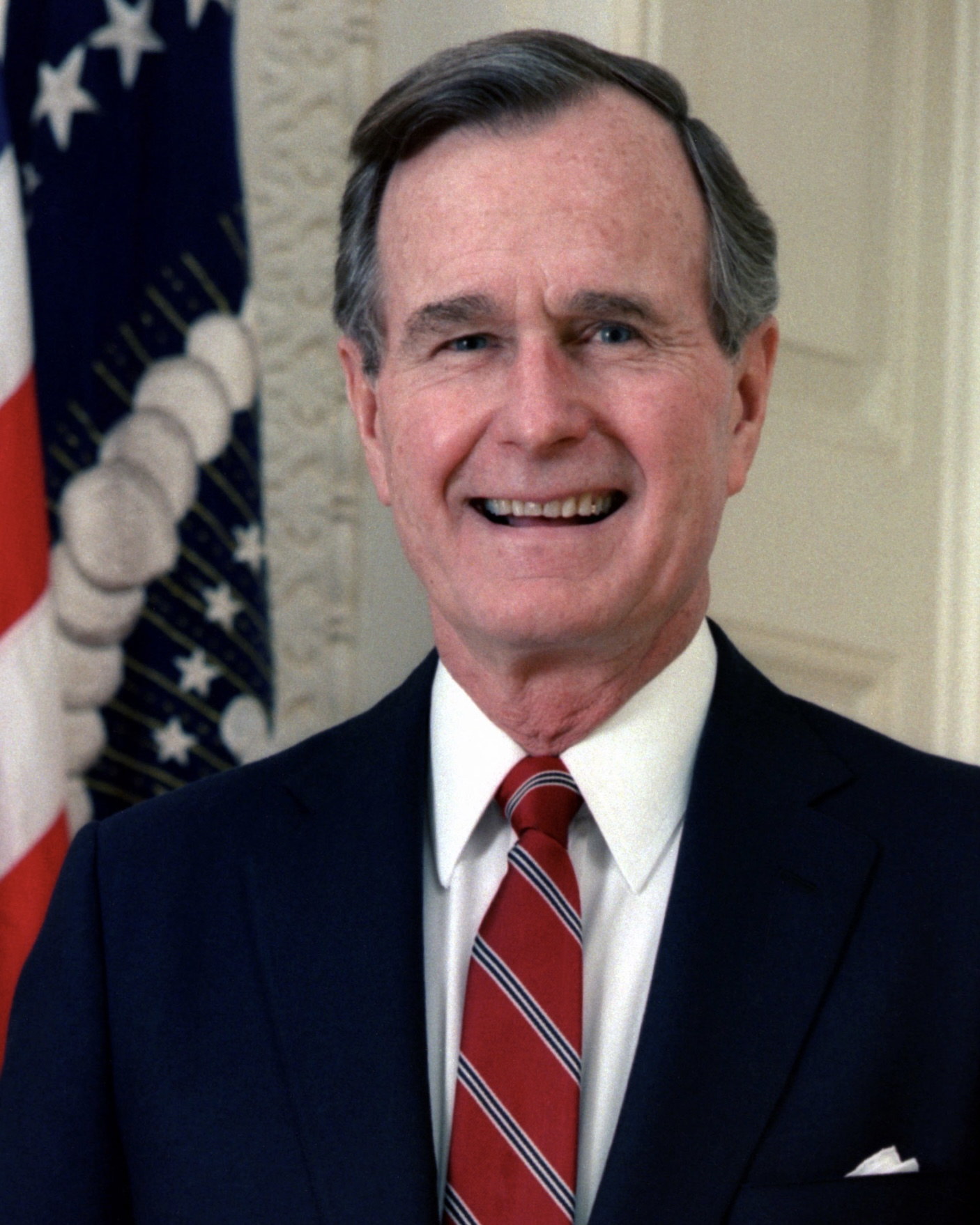
Portrait officiel de George H. W. Bush.

Le discours du « poulet à la Kiev » (en anglais the Chicken Kiev speech, que l'on peut traduire par le « discours pleutre de Kiev ») est le surnom donné au discours prononcé par le président des États-Unis George H. W. Bush à Kiev, en Ukraine, le 1er août 1991, plusieurs mois avant le référendum d'indépendance de décembre à l'issue duquel les Ukrainiens ont voté pour le retrait de l'URSS — référendum contre lequel Bush a mis en garde à propos d'un « nationalisme suicidaire ». Le discours a été écrit par Condoleezza Rice, chargée des affaires soviétiques et est-européennes, et qui deviendra plus tard secrétaire d'État sous George W. Bush. Cette allocution a suscité la colère des nationalistes ukrainiens et de conservateurs américains, colère notamment illustrée par la réaction de William Safire, chroniqueur conservateur au New York Times, qui qualifia ce discours de « Chicken Kiev speech » en réaction à ce qu'il considérait comme une « erreur de jugement colossale ».

## Contexte
À la fin des années 1980 et au début des années 1990, l'Ukraine ainsi que les autres républiques soviétiques voient émerger et grandir une volonté d'indépendance. Les États-Unis s'en tiennent à leur politique de non-ingérence vis-à-vis de l'URSS et de ses pays satellites. Bush comptait sur le Président soviétique, Mikhaïl Gorbatchev, pour gérer le processus de réforme et ainsi, éviter d'appuyer les nationalistes des RSS. Comme Bush l'écrira plus tard dans ses mémoires :
« Whatever the course, however long the process took, and whatever its outcome, I wanted to see stable, and above all peaceful, change. I believed the key to this would be a politically strong Gorbachev and an effectively working central structure. The outcome depended on what Gorbachev was willing to do. If he hesitated at implementing the new agreement [i.e. the Union of Sovereign States treaty] with the republics, the political disintegration of the Union might speed up and destabilize the country... If he appeared to compromise too much, it might provoke a coup—although there was no serious signs of one. I continued to worry about further violence inside the Soviet Union, and that we might be drawn into conflict. »
— George H. W. Bush, A World Transformed

« Quel qu'en soit le cours, quelle que soit la durée du processus et quelle que soit son issue, je voulais voir un changement stable et surtout pacifique. Je pensais que la clé de cela serait un Gorbatchev politiquement fort et une structure centrale efficace. Le résultat dépendait de ce que Gorbatchev était prêt à faire. S'il hésitait à mettre en œuvre le nouvel accord [c.-à-d. le traité sur l'Union des États souverains] avec les républiques, la désintégration politique de l'Union pourrait accélérer et déstabiliser le pays... S'il paraissait trop compromis, cela pourrait provoquer un coup d'État, bien qu'il n'y en ait eu aucun signe sérieux. J'ai continué à m'inquiéter de nouvelles violences à l'intérieur de l'Union soviétique et du fait que nous pourrions être entraînés dans un conflit. »
— A World Transformed
Le 30 juillet 1991, Bush arrive à Moscou pour un sommet avec Mikhaïl Gorbatchev. Lui et Barbara Bush séjournent avec Gorbatchev et sa femme Raïssa dans une datcha en dehors de Moscou, où les deux dirigeants ont des discussions informelles. Bush annonce à Gorbatchev qu'il ne serait pas dans l'intérêt des États-Unis que l'Union soviétique s'effondre, même si les partisans de la ligne dure parmi les membres du Parti républicain— notamment le secrétaire à la Défense Dick Cheney — favorisaient ce scénario. Il assure à Gorbatchev qu'il dissuadera les Ukrainiens de l'option indépendantiste lorsqu'il se rendra en Ukraine le 1er août, prochaine étape de sa visite d’État.
Le sentiment indépendantiste en Ukraine est pénétré par un éventail de points de vue, allant des anciens communistes nostalgiques aux nationalistes pro-indépendance. Le président ukrainien, Leonid Kravtchouk, était un réformiste communiste qui a soutenu la question de la souveraineté ukrainienne au sein d'une URSS lâchant du lest, une position similaire à celle du président russe Boris Eltsine. Comme Kravtchouk l'a déclaré avant la visite de Bush, « je suis convaincu que l'Ukraine doit être un État souverain, à part entière et robuste ». Bush refuse de rencontrer les leaders indépendantistes. Lorsque son cortège traversa Kiev, le président américain fut accueilli par un grand nombre de personnes agitant des drapeaux ukrainiens et américains, mais aussi des manifestants portant des slogans tels que « Bush : les milliards pour l'URSS sont de l'esclavage pour l'Ukraine » et « La Maison-Blanche traite avec les Communistes, mais snobe Rukh », le principal parti de pro-indépendance de l'Ukraine.

## Discours
Le discours a été prononcé à la Rada, le Parlement ukrainien situé Kiev. Bush a soutenu un accord conclu en avril précédent entre Gorbatchev et neuf des républiques soviétiques, y compris l'Ukraine, qui promettait un nouveau Traité de l'Union prévoyant une Union soviétique plus décentralisée. Il déclare que l'accord « fait maintenir l'espoir que les républiques vont travailler à une plus grande autonomie tout en ayant de meilleures interactions volontaires (volontaristes ?) entre elles— d'un point de vue politique, sociale, culturelle et économique plutôt que de poursuivre une bataille/course sans espoir vers l'isolement ». Il salue également Gorbatchev et qualifie de « faux choix »  le fait de choisir entre le dirigeant de l'URSS et les leaders pro-indépendance : « Dans l'équité, le Président Gorbatchev a réalisé des choses étonnantes, et sa politique de glasnost, de perestroïka et de démocratisation, s'orientent vers les objectifs de liberté, de démocratie et de libéralisme économique. »